# Baku Crystal Hall
El Baku Crystal Hall (en azerí: Bakı Kristal Zalı) es un estadio cubierto ubicado en Bakú, Azerbaiyán, que fue construido para albergar el Festival de la Canción de Eurovisión en 2012.

## Historia
El 2 de agosto de 2011 se firmó un acuerdo con Alpine Bau Deutschland AG para la construcción del recinto, que se ubica a un costado de la Plaza de la Bandera Nacional, en una península frente al mar Caspio. A pesar de que el coste del contrato no se dio a conocer, el gobierno azerí destinó 6 millones de manats para la construcción del complejo. El 5 de septiembre se dio a conocer que el recinto tendría una capacidad para 25.000 espectadores.

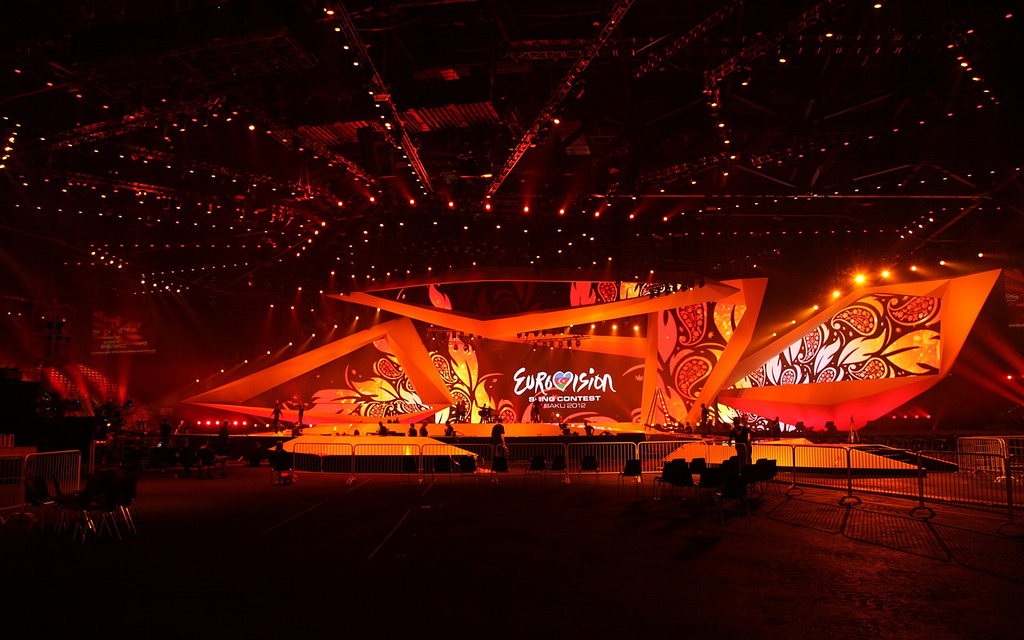
Escenario del Festival de Eurovisión 2012 en el interior del Baku Crystal Hall.

El 25 de enero de 2012, cuando las obras estaban suficientemente avanzadas para garantizar que terminarían a tiempo, el Baku Crystal Hall fue elegido oficialmente sede del Festival de la Canción de Eurovisión 2012. Durante el festival que se celebró el 22, 24 y 26 de mayo contó con un aforo de 16.000 espectadores.
Se esperaba que la obra fuese finalizada el 31 de marzo de 2012. Sin embargo, hubo un retraso de tres semanas en las obras debido a las condiciones meteorológicas adversas. Finalmente, el 16 de abril de 2012 se anunció que el edificio había sido finalizado.
La construcción del recinto se vio envuelta en cierta polémica ya que, según denunció la organización Human Rights Watch, numerosas viviendas ubicadas cerca del solar donde se levantó el recinto fueron derribadas de forma ilegal y se desalojó por la fuerza a las familias que habitaban en ellas sin avisos previos, siendo una de las presuntas violaciones de derechos humanos en Azerbaiyán que el hecho de organizar el Festival de Eurovisión sacó a la luz de cara a la prensa internacional.

## Eventos

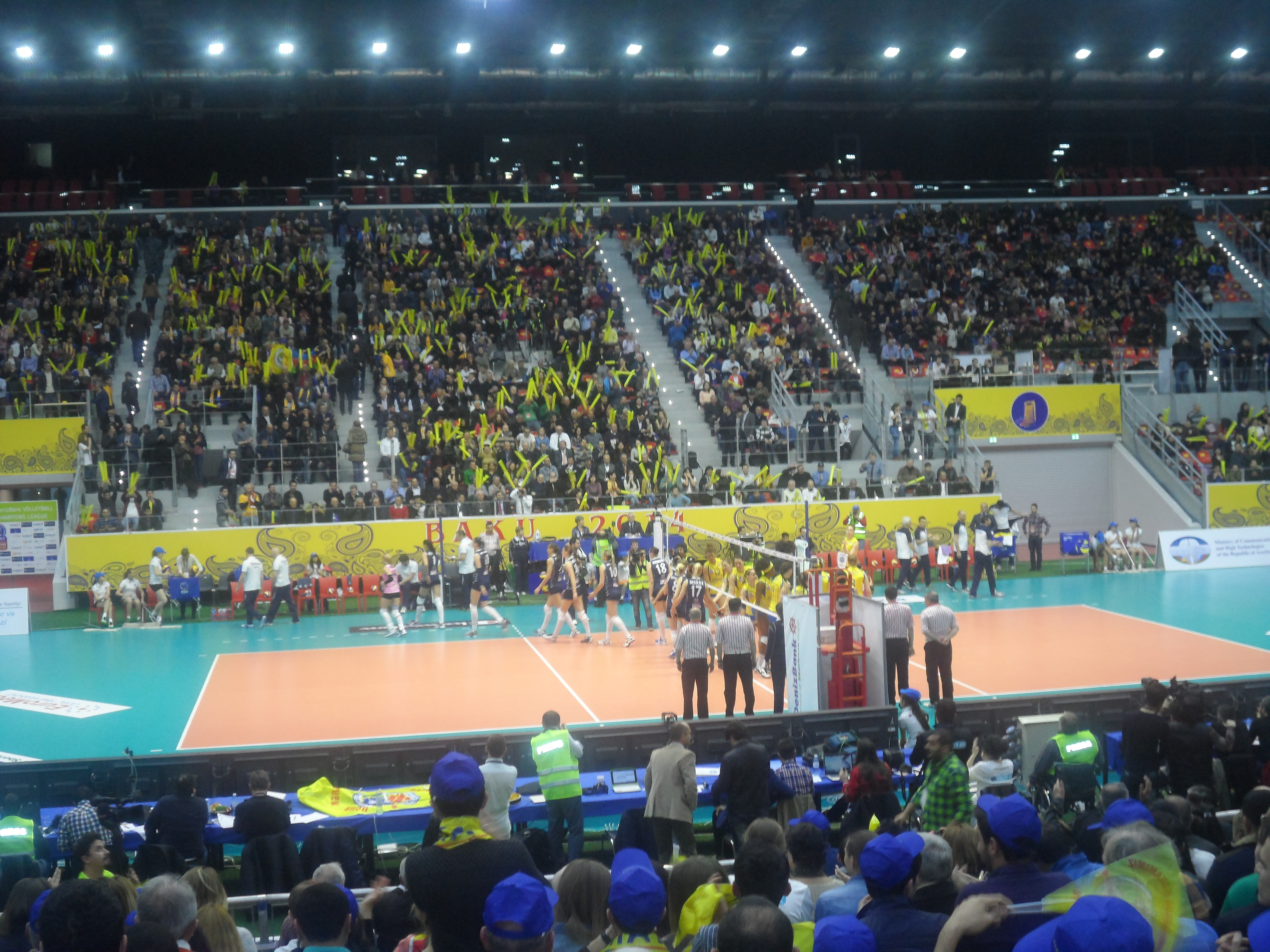
Final de la Liga de Campeones de Voleibol Femenino de 2014 en el Baku Crystal Hall.

### Conciertos
El Festival de la Canción de Eurovisión 2012 fue el primer evento de importancia celebrado en el Baku Crystal Hall. Posteriormente ha sido utilizado para acoger conciertos de artistas internacionales: entre los cantantes que han actuado en el Baku Crystal Hall están Jennifer Lopez, Rihanna, Shakira, Aygun Kazimova, Kenan Doğulu, Eros Ramazzotti, o Christina Aguilera. En mayo de 2018, el recinto acogió la gala-concierto que conmemoró el 100º aniversario de la República Democrática de Azerbaiyán.

### Deportes
El Baku Crystal Hall fue sede de las competiciones de voleibol de sala, esgrima, taekwondo, karate y boxeo durante los I Juegos Europeos que se celebraron en Bakú en 2015.
En septiembre de 2016, el Baku Crystal Hall fue sede de la 42ª Olimpiada de Ajedrez.
En 2025, fue sede del evento de artes marciales mixtas, UFC on ABC: Hill vs. Rountree Jr., llevada a cabo el 21 de junio.